# Zygmunt Kostkiewicz
Zygmunt Kostkiewicz (ur. 1 kwietnia 1893 w Gostyninie, zm. wiosną 1940 w Katyniu) – podpułkownik piechoty Wojska Polskiego, kawaler Orderu Virtuti Militari, ofiara zbrodni katyńskiej.

## Życiorys
Urodził się w rodzinie Michała i Antoniny z Maleńskich. Absolwent szkoły handlowej w Petersburgu i szkoły oficerskiej w Moskwie. W latach 1915–1917 w armii rosyjskiej. Od 1917 roku był dowódcą kompanii w 10 pułku strzelców I Korpusu Polskiego. Od 1919 roku w Wojsku Polskim. Brał udział w odsieczy Lwowa w szeregach 30 pułku Strzelców Kaniowskich, następnie brał wdział w wojnie z bolszewikami. Był trzykrotnie ranny.
3 maja 1922 roku został zweryfikowany w stopniu kapitana, a jego oddziałem macierzystym był nadal 30 pułk Strzelców Kaniowskich. W 1927 roku został przeniesiony do 49 pułku piechoty w Kołomyi na stanowisko dowódcy batalionu. 18 lutego 1928 roku awansował na majora. Od 1930 roku w 45 pułku piechoty w Równem na stanowisku dowódcy batalionu. W marcu 1932 roku został przesunięty na stanowisko kwatermistrza pułku. W 1939 roku na stanowisku II zastępcy dowódcy pułku. Na stopień podpułkownika został mianowany ze starszeństwem z dniem 19 marca 1939 roku.
W kampanii wrześniowej wzięty do niewoli radzieckiej, osadzony w Kozielsku. Został zamordowany wiosną 1940 roku w lesie katyńskim. Figuruje na liście wywózkowej LW 023/3 z 9 kwietnia 1940 roku, poz. 93. Po odkryciu masowych grobów katyńskich w 1943 roku znaleziono przy jego zwłokach dowód osobisty, książeczkę szczepień, medalik na złotym łańcuszku oraz Order Virtuti Militari.

5 października 2007 roku Minister Obrony Narodowej Aleksander Szczygło mianował go pośmiertnie do stopnia pułkownika. Awans został ogłoszony 9 listopada 2007 roku, w Warszawie, w trakcie uroczystości „Katyń Pamiętamy – Uczcijmy Pamięć Bohaterów”.

## Awanse
- podporucznik
- porucznik
- kapitan – zweryfikowany 3 maja 1922 ze starszeństwem z dniem 1 czerwca 1919 roku i 1031. lokatą w korpusie oficerów piechoty[4]
- major – 18 lutego 1928 ze starszeństwem z dniem 1 stycznia 1928 roku i 30. lokatą w korpusie oficerów piechoty
- podpułkownik – ze starszeństwem z dniem 19 marca 1939 roku

## Ordery i odznaczenia
- Krzyż Srebrny Orderu Wojskowego Virtuti Militari nr 2795[1] – 28 lutego 1921[10]
- Krzyż Walecznych[11]
- Złoty Krzyż Zasługi (25 maja 1939)[12]
- Medal Niepodległości (9 listopada 1933)[13]

## Upamiętnienie
„Dąb Pamięci” posadzony 24 kwietnia 2009 roku w ramach ogólnopolskiego programu „Katyń – Ocalić od zapomnienia” upamiętnia ppłk Zygmunta Kostkiewicza w Łasinie. 
13 grudnia 2017 roku wojewoda mazowiecki Zdzisław Sipiera wydał zarządzenie zastępcze w sprawie zmiany dotychczasowej nazwy ulicy Władysława Figielskiego w Gostyninie na „Ppłk. Zygmunta Kostkiewicza”.

## Zobacz
- Jeńcy polscy w niewoli radzieckiej (od 1939 roku)
- Obozy NKWD dla jeńców polskich